# 鴻池剛
鴻池 剛（こうのいけ つよし）は、日本の漫画家。男性。

## 来歴
2001年ごろから絵日記の連載を連載を開始。サイト「Woodbook」で2022年現在で遡れる最古の投稿は、2002年初頭の「ファイナルファンタジー11」内の出来事に関する漫画である。10代から既に自身の体験談を1ページ程度の漫画として投稿しており、その足跡を辿ることができる。
2007年ごろ、上京後に治験のアルバイト中かつての同級生と再会。一時期同居していたものの貯金を盗まれた上に逃亡されている。この頃の話はオモコロにまとめて紹介されている。
2009年、当時23歳の時点で路頭に迷っていたところを叔母とその彼氏に拾われ、吉祥寺にあるアパートで1年ほど同居生活を営んでいた。この頃の出来事は後にエッセイ漫画『鴻池剛の崖っぷちルームシェア 犬と無職とバンドマン』として連載、出版されている。
2010年ごろからオモコロなどに漫画の投稿を開始。
2012年ごろ、友人から捨て猫を預かり、「ぽんた」と命名して飼育を始める。
2014年、ぽんたに関する日記を投稿。これ以降は猫に関する投稿が増え始める。
2015年、『コミックフラッパー』5月号から『ヒモメン〜ヒモ更生プログラム〜』の連載を開始する。同年10月には、第2回「次にくるマンガ大賞」で「本にして欲しいWebマンガ部門」第2位となった自サイト「ウッドブック」とtwitterで発表されたエッセイ漫画の中から、愛猫「ぽんた」について描かれたエピソードに、描き下ろし分を加えた単行本『鴻池剛と猫のぽんた ニャアアアン! 』が刊行された。
2018年6月1日、『ヒモメン〜ヒモ更生プログラム〜』を原作としたテレビドラマ『ヒモメン』がテレビ朝日系「土曜ナイトドラマ」枠で7月より放送されることが明らかになった。主演は碑文谷翔役を窪田正孝、春日ゆり子役は川口春奈が演じる。

## 人物
- 生年月日を公表していないが、「2014年で28になりました。」と語っている[7]。また、2006年4月22日が20歳の誕生日であったことを日記として投稿している[8]。
- 職業については、漫画家になる以前は治験のアルバイトをしたり、フリーター経験を経てショップの雇われ店長など様々な職種を経験している。いずれも公式サイト「ウッドブック」に詳しい。
- 2012年頃から「ぽんた」と「アルフレッド」という雄猫を飼っている。どちらも雑種。ぽんたはもらってきており、もともとは「のんた」という名前だったが「ぽんた」に改名した。アルフレッドは子猫の時に衰弱し目が膿で開かなくなっていたのを鴻池が発見して飼い始めた。ぽんたには高確率で引っ掻かれるため、懐かれているのか否か飼い主である鴻池も首を傾げることがある。
- 猫を題材にした漫画だが、「ほのぼのした猫と愛猫家の夢のライフスタイル」ではなく、「猫のフザケンナ行動」を描いている。鴻池が猫たちに裏切られるオチがほとんどである。
- 猫好きというわけではなく、他人の家の猫は怖いらしい。[9]
- 重度の花粉症。春も秋も花粉症に悩まされている。[10]
- 自他共に認めるシスコンであり[11]、暗証番号を妹の誕生日にしたことが発端で知人から貯金を奪われたことがある。そのことは『オモコロ』にて描いたり、それを漫画の題材にしたりしている。
- 漫画の印税で母と自分の何かしらを返済したという。[12]
- かつて20万ほど負けたためパチンコが苦手。しかし報酬につられてパチンコ・パチスロに関するエッセイ漫画を描くことになり、その様子は『鴻池剛のつよパチ』として連載されていた[13]。
- 競馬に関しては「競馬場が好き」ということでJRAのPR漫画を連載した[14]。

## 作品リスト
連載作品
- ヒモメン〜ヒモ更生プログラム〜 - 『コミックフラッパー』KADOKAWA・メディアファクトリー、（2015年5月号 - 、連載中、既刊2巻） ※2018年にテレビドラマ化
- 鴻池剛の崖っぷちルームシェア 犬と無職とバンドマン - 『チャンピオンクロス』・『別冊ヤングチャンピオン』秋田書店、2015年1月20日 - 2021年4月6日 連載終了
- つよパチ - 『パチ7』、2014年10月23日 - 2015年10月30日 連載終了

単行本
- 鴻池剛と猫のぽんた ニャアアアン! - KADOKAWA・エンターブレイン
  - 1巻：2015年10月31日、ISBN 978-4-04-730543-4
  - 2巻：2016年12月31日、ISBN 978-4-04-734233-0
  - 3巻：2018年12月27日、ISBN 978-4-04-734796-0

- 鴻池剛の崖っぷちルームシェア　犬と無職とバンドマン - 秋田書店
  - 1巻：2016年3月1日、ISBN 978-4-253-10771-6
  - 2巻：2018年9月10日、ISBN 978-4-253-10772-3
  - 3巻：2022年8月25日、ISBN 978-4-253-10773-0

## 交友
- 漫画家の春原ロビンソンとは互いにデビュー前から親交がある。